# Copa (montagne)
Pour l’article homonyme, voir Copa.
Copa,, ou Nevado Copa, est une montagne de la cordillère Blanche située à l'intérieur du parc national de Huascarán dans les Andes péruviennes. Elle s'élève à une altitude de 6 188 m. Elle est située dans la région d'Ancash à la limite entre la province d'Asunción et celle de Carhuaz.

## Toponymie
Copa viendrait de qupa qui, en quechua, désigne le minéral turquoise et la couleur turquoise.

## Géographie
Copa a une forme de plateau, qui s'élève de 5 200 mètres jusqu'au sommet à 6 190 mètres,. Une partie du secteur ouest présente de profondes crevasses dans la glace. En plus de l'alpinisme, il est également possible de pratiquer le ski.
À 4 705 m d'altitude se trouve le lac Lejiacocha, avec ses eaux bleu-vert.
La communauté paysanne de Siete Imperios, située à 3 300 mètres d'altitude sur les flancs de Copa, compte sur la fonte des neiges pour ses activités agricoles pendant la saison sèche. Le changement climatique et le recul consécutif du glacier Copa ont réduit la quantité d'eau disponible.

## Histoire
La première ascension est réalisée par les alpinistes autrichiens P. Hein et Erwin Schneider en 1932. Plusieurs communautés paysannes sont créées à proximité lors de la réforme agraire des années 1970. Depuis 1975, le Nevado Copa (tout comme le reste de la cordillère Blanche) est protégé au sein du parc national de Huascarán.